# Герра Пейши, Сезар
Се́зар Ге́рра Пе́йши (порт.-браз. César Guerra-Peixe; 18 марта 1914, Петрополис, Бразилия — 26 ноября 1993, Рио-де-Жанейро, Бразилия) — бразильский композитор, дирижёр, музыковед и педагог.

## Биография
Родился в Петрополисе в семье португальских иммигрантов Франсиску Антониу Герра Пейши (Francisco Antonio Guerra-Peixe) и его жены-цыганки Анны Аделаиды (Anna Adelaide Guerra-Peixe), перебравшихся в Бразилию в 1893 году. Учился игре на мандолине, потом скрипке, а затем пианино. Окончил Национальный институт музыки Рио-де-Жанейро. Его педагогами были Паулина Д’Амброзио (скрипка), Арнауд Говея (гармония) и Орландо Фредерико (инструментовка). Далее совершенствовался у Ханса-Йоахима Кёлльройттера. Возглавлял несколько оркестров. В начале творческого пути был увлечён додекафонией, но вскоре пришёл к национальной стилистике, но при этом не забывал использовать новые средства композиторской техники. Преподавал в своей альма-матер. Писал музыку к кинофильмам.

## Сочинения
- симфония № 1 (1946)
- симфония № 2 для хора с оркестром «Бразилия» / Brasilien (1960)
- симфоническая сюита № 1 «Паулиста» / Paulista (1955)
- симфоническая сюита № 2 «Пернамбукана» / Pernambucana (1956)
- концерт для скрипки с оркестром (1972)
- сюита для скрипки и фортепиано (1939)

## Фильмография
- 1950 — Все за одного / Todos Por Um
- 1951 — Земля, где земля / Terra É Sempre Terra
- 1953 — Эксперт / O Craque
- 1953 — Песнь моря / O Canto do Mar
- 1953 — Человек-попугай / O Homem Dos Papagaios
- 1954 — Свекровь / A Sogra
- 1955 — Леонора за семью морями / Leonora dos sete mares
- 1958 — Жестокая основа / Chão Bruto
- 1963 — / Quero Essa Mulher Assim Mesmo
- 1966 — / Riacho do Sangue
- 1968 — Дьявол живёт в крови / O Diabo Mora No Sangue
- 1976 — / Soledade, a Bagaceira
- 1978 — Битва при Гуарарапас / Batalha dos Guararapes